# Jelski rajon
Jelski rajon (ryska: Ельский район, vitryska: Ельскі раён) är ett distrikt i Belarus.   Det ligger i voblasten Homels voblast, i den södra delen av landet, 260 km söder om huvudstaden Minsk.